# Francis, Duce de Saxa-Coburg-Saalfeld
Franz Frederick Anton, Duce de Saxa-Coburg-Saalfeld (15 iulie 1750 - 9 decembrie 1806), a fost Duce de Saxa-Coburg-Saalfeld. Este strămoș al Elisabetei a II-a a Regatului Unit, Albert al II-lea al Belgiei și Simeon B. Sakskoburggotski, fostul țar Simeon al II-lea și prim ministru al Bulgariei.

## Biografie
A fost fiul cel mare al lui Ernst Frederick, Duce de Saxa-Coburg-Saalfeld și a soției acestuia, Sophia Antonia de Brunswick-Wolfenbüttel. Franz Frederic și-a succedat tatăl la conducerea ducatului de Saxa-Coburg-Saalfeld după ce acesta a murit în 1800.
Franz Frederic a primit o educație particulară, completă  și atentă. Ca rezultat al acestei pregătiri, el a devenit un vast connoisseur. Este considerat cel mai mare colecționar de cărți și ilustrații printre ducii de Saxa-Coburg-Saalfeld (mai târziu Gotha). A pus bazele unei colecții de 300.000 de gravuri în 1775, care poate fi vizitată și astăzi la "Veste Coburg" și a echipat biblioteca de reședință cu o vastă colecție de carte. În 1805 el a cumpărat înapoi Schloss Rosenau ca reședință de vară pentru familia lui; din cauza unei administrări a datoriilor de la tatăl său, Ernst Frederick, Duce de Saxa-Coburg-Saalfeld, proprietatea a trecut în afara familiei.
În Hildburghausen la 6 martie 1776, Franz Frederic s-a căsătorit cu Prințesa Sophie de Saxa-Hildburghausen, fiica lui Ernst Frederick III Karl, Duce de Saxa-Hildburghausen. Ea a murit la 28 octombrie 1776 la numai șapte luni după nuntă. Nu au avut copii.
La Ebersdorf la 13 iunie 1777, Franz Frederic s-a căsătorit cu contesa Augusta de Reuss-Ebersdorf. Cuplul a avut nouă copii dintre care șapte au atins vârsta adultă:
- Sofia de Saxa-Cobourg-Saalfeld (1778-1835); s-a căsătorit morganatic în 1804 cu contele Emmanuel de Mensdorff-Pouilly (1777-1852)
- Antoinette de Saxa-Cobourg-Saalfeld (1779-1824); s-a căsătorit în 1798  cu Alexandru de Württemberg. Fiica lor Maria de Württemberg s-a căstorit cu fratele mamei ei, Ernest I.
- Julienne de Saxa-Cobourg-Saalfeld (1781-1860); s-a căsătorit în 1796 cu Marele Duce Constantin Pavlovici al Rusiei (1779-1831). A avut doi copii nelegitimi.
- Ernest I, Duce de Saxa-Coburg și Gotha (1784-1844), duce de Saxa-Cobourg-Saalfeld, apoi de Saxa-Cobourg-Gotha. A fost tatăl Prințului Albert, soțul reginei Victoria.
- Ferdinand de Saxa-Cobourg-Saalfeld (1785-1851); s-a căsătorit în 1816 cu Maria Antonia Koháry (1797-1862). Au fost părinții regelui Ferdinand al II-lea al Portugaliei.
- Marie-Louise-Victoria de Saxa Cobourg-Saalfeld (1786-1861); s-a căsătorit în 1803 cu Emich Carl, al 2-lea Prinț de Leiningen (1763-1814), apoi în 1818 cu Prințul Edward Augustus, duce de Kent și Strathearn (1767-1820), al patrulea fiu al Regelui George al III-lea. Ei au fost părinții reginei Victoria a Regatului Unit
- Marianne de Saxa-Cobourg-Saalfeld (1788-1794)
- Leopold I (1790-1865), primul rege al belgienilor. S-a căsătorit în 1816 cu Prințesa Charlotte Augusta de Wales, fiica regelui George al IV-lea al Regatului Unit. În 1832 s-a recăsătorit cu Prințesa Louise-Marie d’Orléans, fiica regelui Franței Ludovic-Filip. Ei au fost părinții regelui Leopold al II-lea al Belgiei
- Franz Maximilian de Saxa-Cobourg-Saalfeld (1792-1793)

Descendenții lui au condus casele regale din Belgia, Regatul Unit, Portugalia și Bulgaria. 